# Sirenum Fossae
Sirenum Fossae és una estructura geològica del tipus fossa a la superfície de Mart, situada amb el sistema de coordenades planetocèntriques a -23.29 ° de latitud N i 223.62 ° de longitud E. Fa 2.731,21 km de diàmetre. El nom va ser fet oficial per la UAI l'any 1973 i pren el nom d'una característica d'albedo.